# William John Miles
William John Miles (* 27. August 1871 in Woolloomooloo, Sydney; † 10. Januar 1942 in Gordon, Australien) war ein politischer Verleger, der die faschistoide Australia First Movement mit ihren Publikationen finanzierte. 

## Leben
Miles war das einzige Kind von Balfour Clement Miles, der in Tahiti geboren wurde, und seiner britischen Frau Ellen Munton, eine Witwe. In seiner Jugend war Miles ein athletischer Cricket- und Rugbyspieler, spielte Klavier und Schach, war Schatzmeister der Shakespeare Society of New South Wales aber auch ein Börsenspekulatant und setzte auf Wetten. Er arbeitete zunächst im Unternehmen seines Vaters. 1909 wurde er Direktor der Sydney Meat Preserving Co. Ltd, British General Electric Co. Ltd und Peapes & Co. Ltd in der Zeit 1912–1942. Er war mit Maria Louisa Binnington verheiratet. Miles wurde für kriegsuntauglich befunden und protestierte trotzdem gegen die allgemeine Wehrpflicht in Australien in den Jahren von 1916 bis 1917, dem dominierenden politischen Thema jener Zeit. Er trat in die Australia League ein, die unter der Parole Australia first (deutsch: Zuerst Australien) gegen den Ersten Weltkrieg und die allgemeine Wehrpflicht in Australien opponierte. Bis 1920 war er politisch in den Zeitschriften Ross's Monthly of Protest, Personality and Progress und Socialist engagiert. Seine politischen Ambitionen als Verleger endeten 1920 und er konzentrierte sich ab 1923 wieder auf seine Geschäfte und unternahm mehrere Auslandsreisen, die letzte um 1929. Im Juli brachte er das monatliche Magazin Independent Sydney Secularist heraus und als er Percy Reginald Stephensen kennenlernte, beschäftigte er ihn gegen Bezahlung zu seinem literarisch-politischen Berater.
Im Juli 1936 gründete Miles den Publicist, ein monarchistisches, faschistisches, antibritisches, antikommunistisches und antisemitisches Blatt, das für die Aborigines eintrat, da diese nach der Auffassung der Nationalsozialisten zu den Ariern zählten. Er brachte das Buch von Stephensen The Foundations of Culture in Australia 1936 und Xavier Herberts Capricornia 1938 heraus. In den Jahren 1937–1938 unterstützte er die Aborigines Progressive Association (APA), die William Ferguson von der Australian Labor Party und der Aborigine Jack Patten, ein politischer Aktivist und Journalist, gründeten. Die APA war wesentlich am Day of Mourning beteiligt, der ein Protesttag der Aborigines am 26. Januar 1938 anlässlich des 150-Jahrestages des Ankommens der First Fleet in Australien war. Mit Ausbruch des Zweiten Weltkriegs schrieb Miles Editorials in seinen Zeitschriften, in denen er sich für die Achsenmächte aussprach.
Er war kein Mitglied der Australia First Movement, die sich offiziell erst im Oktober 1941 gründete, allerdings übergab er die Zeitschrift Publicist an Stephensen und zwei weitere Personen. Die Zeitschrift Publicist stellte ihr Erscheinen ein, als Stephensen und weitere 15 Personen der Australia First Movement im März 1942 wegen Kollaboration mit dem Kriegsgegner Japan verhaftet wurden.